# Пражская епархия
Пражская епархия (чеш. Pražská eparchie) — епархия Православной церкви Чешских земель и Словакии с центром в Праге. Кафедральным собором является Собор святых Кирилла и Мефодия. С 2015 года возглавляется архиепископом Пражским, Михаилом (Дандаром).

## Христианство I тысячелетия
Расцвет христианства в землях Чехии связан с деятельностью равноапостольных Кирилла и Мефодия, первоучителей славянских, в IX веке. Однако вскоре связь с Константинопольским престолом была разорвана и в этих землях утвердилась юрисдикция папы Римского и латинское богослужение вместо славянского. В 973 году в Праге была основана епархия Римской Церкви. В 1000 году часть епархии была передана Вроцлавской кафедре.

## Современная история
Современная Пражская епархия является наследницей Чешской православной епархии, созданной в 1929 году и входила в юрисдикцию Сербской православной церкви. Епархия была создана из Чешской православной общины, отделившейся от Чехословацкой (гуситской) Церкви в 1924 году. Духовным лидером общины был святитель Горазд (Павлик). Общины и приходы, составлявшие епархию, находились в разных регионах на территории современной Чехии. После казни святителя Горазда нацистами в 1942 году епархия была фактически уничтожена немецкими оккупационными властями.
Епархию восстановили в мае 1945 года. 8 октября 1945 епархиальный съезд, состоявшийся в Оломоуц и высказался за переход Чешской православной епархии в юрисдикцию Московской Патриархии. В 1946 епархия преобразована в экзархат Русской православной церкви. Первым его экзархом стал архиепископ Елевферий (Воронцов), который прибыл в Прагу в мае того года.
В 1949 году по решению епархиального съезда, состоявшегося в Праге, Чешская православная епархия разделена на две самостоятельные епархии: Пражскую и Оломоуцко-Брненскую. С тех пор Пражская епархия существует в своих нынешних границах.
После провозглашения автокефалии Чехословацкой православной церкви в 1951 году и до 1992 года пражские митрополиты были одновременно и Предстоятелями Чехословацкой православной церкви. С декабря 1992 года согласно новому Уставу Предстоятелем Православной церкви Чешских земель и Словакии может быть не только архиепископ Пражский, но и архиепископ Пряшевский (главная кафедра Словакии).
После смерти митрополита Дорофея († 30 декабря 1999) на епархиальном собрании 11 марта 2000 архиепископом Пражским был избран Преосвященнейший Христофор (Пулец). 25 марта того же года в кафедральном соборе святых Кирилла и Мефодия в Праге он был возведен в сан архиепископа и с тех пор руководит Пражской епархией.

## Епископы
Пражская епархия Римской Церкви (до великой схизмы)
- Детмар (973—982)
- Адальберт (Войтех) (982—988, 992—994)
- Страхквас (996) умер во время посвящения в сан епископа
- Деодат (998—1017)
- Эликард (Эккард) (1017—1023)
- Гиза (1023—1030)
- Севир (1030—1054)

Правящие архиереи:
- Горазд (Павлик) (25 сентября 1921 — 4 сентября 1942) — возглавлял Чешскую епархию Сербской православной церкви
- Сергий (Королёв) (октябрь 1945 — 2 апреля 1946)
- Елевферий (Воронцов) (5 апреля 1946 — 28 ноября 1955)
- Иоанн (Кухтин) (17 мая 1956 — 23 октября 1964)
- Дорофей (Филип) (25 октября 1964 — 30 декабря 1999)
- Христофор (Пулец) (25 марта 2000 — 12 апреля 2013)
- Симеон (Яковлевич) (12 апреля — 9 декабря 2013) в/у
- Иоаким (Грди) (с 9 декабря 2013) в/у, еп. Годонинский
- Иоаким (Грди) (11 января 2014 — 13 марта 2015)
- Михаил (Дандар) (с 13 марта 2015)

Викарные епископы:
- Иоанн (Кухтин), епископ Жатецкий (24 октября 1954 — 17 мая 1956)
- Симеон (Яковлевич), епископ Жатецкий (1998), епископ Мариансколазенский (1998—2000)

## Устройство
Сейчас на территории Пражской епархии действует 39 храмов (1 в совместном использовании с Римско-католической церковью) и 10 часовен (1 в совместном использовании с Чехословацкой гуситской церковью), объединённых в 31 приход. Приходы разделены на 5 окружных протопресвитератив (благочиний. Существует один мужской монастырь преподобного Прокопия Сазавский у моста.
Кафедральный собор: Собор свв. Кирилла и Мефодия (в крипте — предел св. Новомученика Горазда. Адрес: Resslova 9, 120 00 PRAHA 2.
Епархиальное управление: Resslova 9, 120 00 PRAHA 2.
Митрополичий совет (Metropolitní rada pravoslavné církve v Českých zemích): ul. Dělostřelecká 7, 160 00 PRAHA 6.
Для почтовых отправлений: pošt. schr. 655, 111 21 PRAHA 1.
Секретарь епархии: прот. Вацлав Мишек.